# Monir Shahroudy Farmanfarmaian
 Monir Shahroudy Farmanfarmaian (em persa: منیر شاهرودی فرمانفرمائیان; Gasvim, 1924) é uma artista iraniana radicada em Teerã e colecionadora de arte popular. Ela é conhecida como uma das artistas iranianas contemporâneas mais proeminentes, e por ser a primeira artista a alcançar uma prática artística que une os padrões geométricos e as técnicas de vidro lapidado de origem iraniana com o estilo da abstração ocidental moderna. Em dezembro de 2015, foi eleita uma das 100 mulheres mais influentes do mundo pela BBC.